# 潘世姬
潘世姬（1957年7月29日—）是一位台湾作曲家。

## 生平
1957年出生于台北市，1974年随父母移民加拿大，师从許常惠，1980年获得曼尼托巴大学学士学位，1982年获得哥伦比亚大学硕士学位，1985年起在哥伦比亚大学民族音乐研究所担任副研究员，1988年获得同校博士学位，师从周文中。1989年返回台湾担任國立臺北藝術大學音乐学系教授。